# Kathrin Simon
Kathrin Simon ist eine deutsche Synchronsprecherin, Synchronregisseurin, Dialogbuchschreiberin, Hörspielsprecherin und Schauspielerin.
Simon hat über 600 Synchronrollen gesprochen. In The Blacklist übernahm sie ab Staffel 2 die Synchronregie und für Community schrieb sie am Dialogbuch mit. Sie lebt in München.

## Filmographie (Auswahl)
- 1979: Vater Seidl und sein Sohn
- 1992: Marienhof
- 1995: Ausgestorben
- 2008: Machen wir’s auf Finnisch
- 2013: Aktenzeichen XY … ungelöst

## Synchronrollen (Auswahl)
- Star Trek: Enterprise
- Drake & Josh
- Eine schrecklich nette Familie
- The Guardian – Retter mit Herz
- 1988: Der Hammel mit den fünf Beinen
- 1993: Der Kidnapper
- 1994: Hercules und das Amazonenheer
- 1995: Katharina die Große
- 1996: Race the Sun – Im Wettlauf mit der Zeit
- 1998: The Faculty
- 1998–1999: Homicide
- 1999: Haunted Hill
- 1999: The Astronaut’s Wife – Das Böse hat ein neues Gesicht
- 1999: Eyes Wide Shut
- 1999: Meine Nachbarn die Yamadas
- 2000: Final Destination
- 2000: Scream 3
- 2001–2007: Die gruseligen Abenteuer von Billy und Mandy
- 2003–2006: Martin Mystery
- 2004–2007: 4400 – Die Rückkehrer
- 2005: Wild Things 3
- 2005: Polizeibericht Los Angeles
- 2006: Hilfe, mein Tagebuch ist ein Bestseller
- 2006-: Kalifa in One Piece
- 2006–2007: Kidnapped – 13 Tage Hoffnung
- 2006/2009: Zoey 101
- 2006–2015: The Game
- 2007: Futurama: Bender’s Big Score
- 2007–2011: Die Zauberer vom Waverly Place
- 2008: Camp Rock
- 2009: Defying Gravity – Liebe im Weltall
- 2009: Die Zauberer vom Waverly Place – Der Film
- 2009: Die Zauberer an Bord mit Hannah Montana
- 2010: StarStruck – Der Star, der mich liebte
- 2010: Die Säulen der Erde
- 2010: Der 16. Wunsch
- 2011–2014: Game of Thrones
- 2011–2014: A.N.T.: Achtung Natur-Talente
- 2012: Um Klassen besser
- 2012: Let It Shine – Zeig, was Du kannst!
- 2012: Community
- 2012–2014: Revolution
- 2012–2021: Zoom – Der weiße Delfin
- 2013: Die Rückkehr der Zauberer vom Waverly Place
- 2013: Philomena
- 2014: True Detective
- 2014–2016: The Red Road
- 2016: Rush Hour
- 2016–2018: The Blacklist
- 2016–2018: Timeless
- 2019: Auf der Couch in Tunis
- 2020: Her Voice
- 2021: Bingo Hell
- 2021: A California Chrismas: City Lights
- 2021: The Green Knight

## Videospiele
- 2007: Sam & Max: Season One
- 2010: Sam & Max: Im Theater des Teufels
- 2010: Lost Horizon

## Hörspiele
Die ARD-Hörspieldatenbank enthält für den Zeitraum von 1972 bis 1995 75 Datensätze, bei denen Kathrin Simon als Sprecherin geführt wird.